# Los Chañaritos (Cruz del Eje)
Los Chañaritos é uma comuna da província de Córdoba, na Argentina.